# Eurytomomma aurifacies
Eurytomomma aurifacies är en stekelart som beskrevs av Girault 1920. Eurytomomma aurifacies ingår i släktet Eurytomomma och familjen puppglanssteklar. Inga underarter finns listade i Catalogue of Life.